# Autopista (anime)
Track City (hangul: 트랙시티; rr: Teulaegsiti), também conhecido como Autopista no Brasil, é uma série sul-coreana de aeni produzida pelo estúdio SBS Productions em parceria com Hyun Young Corporation, dirigido por Yong-Jin Kim e Chung-Bok Yi, e o roteiro foi adaptado por Jung-Hee Choo, a trilha sonora da série foi feita por Ryang-Hyun e Ryang-Ha. A série foi baseada em carros de corridas de controle remoto em um mundo de jogos eletrônicos e teve um total de 26 episódios. A série originalmente estreou na Coreia do Sul pelo canal Tooniverse entre 5 de janeiro de 2000 e 30 de maio de 2002. No Brasil, a série foi exibida pela Fox Kids entre os anos de 2001 e 2004.

## Enredo
Jimmy era um garoto normal que gostava de jogar jogos de computador. Um dia, ele estava jogando um jogo chamado Track City (Autopista, na dublagem brasileira), quando de repente ele foi transportado para o mundo do jogo. Quando ele recupera a consciência, uma mulher, que aparentemente é a prefeita da cidade Janian, lhe explica que o mundo está sendo ameaçado por um poderoso vírus maligno e, junto de seus seus aliados, sua única esperança é pedir ajuda ao "Piloto Lendário", o melhor jogador de Track City. As coisas ficam complicadas quando Jimmy descobre que o jogo comete um erro e o confunde com o Piloto Lendário. Jimmy deverá aprender as habilidades necessárias para derrotar os vírus que ameaçam o mundo, senão ele será apagado pelo Big Head, o punidor celestial que aniquila aqueles que não podem alcançar a vitória. Jimmy faz amigos que ajudam-no a evitar sabotagem e melhoram seu veículo e seu desempenho. Jimmy conta com seu carro de corrida, Bluewind, com potentes habilidades como turbo, turbina auxiliar, asa lateral, aerofólio “Senna fantástico” e escudo hidráulico.
Para salvar a autopista, Jimmy deve completar o ROMChip vencendo corridas e conquistando as oito pistas do videogame: Janian, Ukatos, Yuran, Dullis, Deathfighter, Nethel, Seccium e Parienghel. Cada pista tem um trajeto diferente com desafios distintos como labirinto, pista de tiro, velocidade, obstáculos e quebra-cabeças.

## Elenco de dublagem
| Personagem    | Dublador           |
| ------------- | ------------------ |
| Jimmy         | Yuri Chesman       |
| Dambie        | Tatiane Keplmair   |
| Auran         | Francisco Brêtas   |
| Avenger       | Guilherme Lopes    |
| Prefeita      | Isabel de Sá       |
| Buton         | Letícia Quinto     |
| Vice-prefeito | Mauro Eduardo Lima |
| Sr. Schneider | Wellington Lima    |
| Sniper        | Wellington Lima    |
| Michelangelo  | Márcio Araújo      |
| Lee Near      | Letícia Quinto     |
| Kapiman       | Alfredo Rollo      |
| Jeannie       | Fernanda Bullara   |

Versão brasileira: Mastersound

## Transmissão mundial
| País / Região           | Canal      |
| ----------------------- | ---------- |
| Coreia do Sul           | Tooniverse |
| Brasil / América Latina | Fox Kids   |